# Rob Barel
Rob Barel diminutif de Robert Barel, né le 23 décembre 1957 à Amsterdam, est un triathlète professionnel néerlandais, quatre fois champion d'Europe (de 1985 à 1988) et une fois champion du monde longue distance en 1994.

## Biographie
De 1984 à 2000, Rob Barel à l'origine nageur de compétition fait partie des meilleurs triathlètes mondiaux et dispose notamment en France où il a souvent couru, d’un énorme capital sympathie auprès du public. Il termine troisième du championnat du monde à Huntsville au Canada en 1992, mais ses meilleures performances restent sa victoire au championnat du monde longue distance à Nice en 1994 et ses quatre titres d'affilée en championnat d'Europe. Il est le premier champion du monde et d'Europe de triathlon longue distance de la Fédération internationale de triathlon.
Il est qualifié pour la première participation du triathlon aux Jeux olympiques en l'an 2000 où il finit à la quarante-troisième place avec un temps total de 1 h 55 min 36 s, à l'âge de 42 ans.
Il couronne sa carrière en prenant la première place du Championnat d'Europe de cross triathlon en 2008. Il est nommé en 2014, pour l'ITU Hall of Fame.
Rob Barel continue de pratiquer le triathlon et ses dérivés dans les catégories d'âges en amateur. Il remporte en 2014, le championnat d’Europe de cross triathlon en Sardaigne dans la catégorie 55-59 ans et en 2016 dans la même catégorie, le championnat du monde de cette spécialité à Snowy Mountains.

## Palmarès
Le tableau présente les résultats les plus significatifs (podium) obtenus sur le circuit international de triathlon depuis 1985,.
| Année | Compétition                             | Pays        | Position | Temps           |
| ----- | --------------------------------------- | ----------- | -------- | --------------- |
| 1998  | Championnat du monde longue distance    | Japon       |          | 5 h 52 min 31 s |
| 1998  | Triathlon international de Nice         | France      |          | 5 h 50 min 27 s |
| 1997  | Championnat du monde longue distance    | France      |          | 5 h 39 min 47 s |
| 1996  | Triathlon international de Nice         | France      |          | 5 h 55 min 58 s |
| 1996  | Championnats d'Europe de duathlon       | Portugal    |          | 1 h 53 min 33 s |
| 1994  | Championnat du monde longue distance    | France      |          | 5 h 59 min 47 s |
| 1993  | Championnats d'Europe longue distance   | France      |          | 10 h 8 min 35 s |
| 1993  | Triathlon international de Nice         | France      |          | 6 h 12 min 26 s |
| 1992  | Championnat du monde                    | Canada      |          | 1 h 49 min 43 s |
| 1992  | Triathlon international de Nice         | France      |          | 6 h 8 min 49 s  |
| 1991  | Championnats d'Europe                   | Suisse      |          | 1 h 54 min 7 s  |
| 1991  | Triathlon international de Nice         | France      |          | 5 h 59 min 46 s |
| 1991  | Triathlon de Gérardmer                  | France      |          | Timing          |
| 1990  | Championnats d'Europe                   | Autriche    |          | 1 h 50 min 45 s |
| 1990  | Triathlon international de Nice         | France      |          | 6 h 2 min 46 s  |
| 1989  | Championnats d'Europe                   | Portugal    |          | 2 h 2 min 54 s  |
| 1989  | Triathlon International de Nice         | France      |          | 6 h 1 min 17 s  |
| 1988  | Championnats d'Europe                   | Italie      |          | 1 h 50 min 23 s |
| 1988  | Triathlon international de Nice         | France      |          | 6 h 5 min 6 s   |
| 1987  | Championnats d'Europe de triathlon 1987 | France      |          | 1 h 58 min 12 s |
| 1987  | Championnats d'Europe longue distance   | Finlande    |          | 8 h 43 min 49 s |
| 1986  | Championnats d'Europe                   | Royaume-Uni |          | 1 h 59 min 50 s |
| 1986  | Championnats d'Europe moyenne distance  | Royaume-Uni |          | 3 h 54 min 31 s |
| 1985  | Championnats d'Europe                   | Allemagne   |          | 2 h 37 min 42 s |
| 1985  | Championnats d'Europe longue distance   | France      |          | 9 h 5 min 19 s  |
| 1985  | Triathlon international de Nice         | France      |          | 6 h 0 min 49 s  |